# الشركة (مصارعة)
الشركة (بالإنجليزية: The Corporation)‏ فريق تأسس أواخر التسعينيات في حقبة أتيتيود في الاتحاد العالمي للمصارعة الحرة الجديد (دبليو دبليو إف).

## الاتحاد
الاتحاد (بالإنجليزية: The Union)‏ واختصار لجملة قالها فينس مكمان لابنه شين مكمان (بالإنجليزية: Union of People You Oughta Respect, Son)‏ اتحاد من الأشخاص الذي ينبغي عليك أن تحترمهم يا بني. نشأ الفريق لفترة قصيرة وتشكل الفريق من أعضاء سابقين من فريق الشركة وهم كين شامروك، بيغ شو، تست وبقيادة مانكايند. في مهرجان أوفر ذا إيدج لعب الفريق مباراة ضد فريق وزارة الشركات (فيسرا، بيغ بوس مان والمعاونين (برادشو وفاروق) في مباراة فرق التبادل من ثمانية مصارعين بنظام الاستبعاد.

## الأعضاء
- فينس مكمان (القائد) (16 نوفمبر 1998 - 12 أبريل 1999)
- دوين جونسون (16 نوفمبر 1998 - 26 أبريل 1999)
- كين شامروك (16 نوفمبر 1998 – 12 أبريل 1999)
- بات باترسون (16 نوفمبر 1998 – 12 أبريل 1999)
- جيرالد بريسكو (16 نوفمبر 1998 – 12 أبريل 1999)
- سارجنت سلوتر (16 نوفمبر 1998 – 14 ديسمبر 1998)
- شون مايكلز (23 نوفمبر 1998 - 28 ديسمبر 1998)
- كين (21 ديسمبر 1998 - 28 مارس 1999)
- شينا (25 نوفمبر 1999 - 27 أبريل 1999)
- بيغ شو (14 فبراير 1999 - 28 مارس 1999)
- تربل إتش (28 مارس 1999 - 27 أبريل 1999)

## روابط خارجية
- WWE.com (Official Website of World Wrestling Entertainment)
- Mr. Vince McMahon's WWE Profile
- Shawn Michaels' WWE Profile
- Triple H's WWE Profile
- The Rock's WWE Alumni Profile
- Kane's WWE Profile
- Sgt. Slaughter's WWE Hall of Fame Profile
- Pat Patterson's WWE Hall of Fame Profile
- Gerald Brisco's WWE Hall of Fame Profile